# Oxygen Not Included
Oxygen Not Included è un videogioco survival simulativo e gestionale sviluppato da Klei Entertainment per Microsoft Windows, Linux e Mac OS. Dopo essere stato pubblicato in accesso anticipato su Steam nel Febbraio 2017, la versione finale del gioco è uscita il 30 luglio 2019.

## Modalità di gioco
Oxygen Not Included è un gioco survival gestionale. All'inizio di una nuova partita tre coloni (chiamati duplicanti) si trovano all'interno di un asteroide generato proceduralmente con sacche isolate di aria, acqua ed altri elementi necessari alla sopravvivenza. Il giocatore ha il compito di gestire e prendersi cura di questi duplicanti mentre cercano di sopravvivere e creare una colonia spaziale auto-sostenibile, monitorando la fame, i rifiuti, i livelli di ossigeno e l'acqua, oltre ad altri elementi essenziali, al fine di mantenerli in vita.
Il mondo è suddiviso in varie regioni e biomi che contengono differenti materiali, risorse e creature con specifiche caratteristiche. Sebbene l'area iniziale abbia un'atmosfera respirabile, le aree successive avranno al loro interno differenti gas o in alcuni casi il vuoto. Il mondo nasconde anche diversi pericoli come possibili malattie dovuti ai germi, alle temperature estreme o all'elevato stress. Il gioco simula la diffusione dei fluidi e l'uguagliamento delle atmosfere all'apertura di una nuova sacca d'aria, utilizzando i reali valori di massa atomica, portando pertanto dell'anidride carbonica ad un livello inferiore rispetto all'ossigeno grazie alla forza di gravità.
Per aiutare il corretto sviluppo della colonia, il giocatore deve ordinare ai duplicanti di svolgere determinati compiti, come l'estrazione di risorse, la coltivazione, la creazione di attrezzature o la ricerca di nuove tecnologie, attraverso comandi diretti o vari menù di priorità impostabili. I coloni utilizzeranno per i vari compiti assegnati le risorse appena scavate o quelle appositamente stoccate, se non sono presenti i materiali per la costruzione di un determinato comando, quest'ultimo rimarrà in sospeso passando ad altre attività da svolgere.
I duplicanti hanno statistiche che determinano l'efficacia in determinati compiti e ruoli, dando la priorità a quest'ultimi. Le abilità potranno essere migliorate con il passare del tempo. A cadenza regolare il gioco offrirà risorse o nuovi duplicanti attraverso un portale presente sin dalla creazione del mondo, permettendo l'ingrandimento della colonia.

## Sviluppo
Oxygen Not Included è sviluppato dallo studio indipendente Klei Entertainment di Vancouver. Il gioco è stato annunciato per Windows durante il PC Gaming Show all'Eletronic Entertainment Expo 2016. È stato anche rivelato che il gioco sarebbe arrivato su MacOS e Linux. Una versione in sviluppo del gioco è stata pianificata e distribuita tramite accesso anticipato il 15 febbraio 2017. Il gioco era originariamente previsto per l'uscita ufficiale il 28 maggio 2019 ma è stato posticipato a luglio 2019. Klei ha pubblicato l'8 dicembre 2020, tramite accesso anticipato, un contenuto scaricabile dal nome Spaced Out!.
Johann Seidenz di Klei ha annunciato che giochi come Dwarf Fortress, Prison Architect e The Sims hanno influenzato il design di Oxygen Not Included.

## Accoglienza

### Riconoscimenti
Il gioco è stato nominato per "gioco strategico/simulativo dell'anno" al 23simo DICE Awards e al Webby Awards 2020.

### Recensioni
Il gioco ha ricevuto molte recensioni positive, in particolare GameReactor ha dato un voto di 8/10 e si può osservare su metacritic un voto di 86/100.